# Mantispa boliviana
Mantispa boliviana is een insect uit de familie van de Mantispidae, die tot de orde netvleugeligen (Neuroptera) behoort. 
Mantispa boliviana is voor het eerst wetenschappelijk beschreven door Navás in 1927.